# Get Yer Ya-Ya's Out! The Rolling Stones in Concert
Get Yer Ya-Ya's Out! The Rolling Stones in Concert je drugi live album grupe The Rolling Stones, premda mnogi, uključujući i članove grupe, smatraju da je ovo zapravo prvi pravi live album jer je prethodni album, Got Live if You Want It! izašao kao ugovorna obveza i objavljen je samo na američkom tržištu. Sve pjesme su snimljene na nastupu u Madison Square Gardenu u New Yorku 27. i 28. studenog 1969. godine, osim pjesme Love in Vain koja je snimljena na koncertu u Baltimoreu 26. studenog iste godine. Ako izuzmeno kompilacije, ovo je posljednji album Stonesa koji su izdali za Decca Records u UK-u i London Records u SAD-u. 

## Popis pjesama
1. "Jumpin' Jack Flash" – 4:02
2. "Carol"– 3:47
3. "Stray Cat Blues" – 3:41
4. "Love in Vain" – 4:57
5. "Midnight Rambler" – 9:05
6. "Sympathy for the Devil" – 6:52
7. "Live with Me" – 3:03
8. "Little Queenie" – 4:33
9. "Honky Tonk Women" – 3:35
10. "Street Fighting Man" – 4:03

## Top ljestvice

### Album
| Godina | Ljestvica            | Pozicija |
| ------ | -------------------- | -------- |
| 1970.  | UK Top Albumi        | #1       |
| 1970.  | Billboard Pop Albumi | #6       |

## Članovi sastava na albumu
- Mick Jagger - pjevač, udaraljke
- Keith Richards - gitara
- Mick Taylor - gitara
- Charlie Watts - bubnjevi
- Bill Wyman - bas-gitara
- Ian Stewart - piano

## Vanjske poveznice
- allmusic.com - Get Yer Ya-Ya's Out! The Rolling Stones in Concert